# Pedregal
Pedregal é uma cidade venezuelana, capital do município de Democracia.